# Josef Neckermann
Josef Carl Peter Neckermann (Wurzburgo, 5 de junio de 1912-Dreieich, 13 de enero de 1992) fue un jinete alemán que compitió para la RFA en la modalidad de doma.
Participó en cuatro Juegos Olímpicos de Verano entre los años 1960 y 1972, obteniendo un total de seis medallas: bronce en Roma 1960, oro en Tokio 1964, oro y plata en México 1968 y plata y bronce en Múnich 1972. Ganó tres medallas en el Campeonato Mundial de Doma en los años 1966 y 1970, y seis medallas en el Campeonato Europeo de Doma entre los años 1965 y 1971.

## Palmarés internacional
| Representando al Equipo Alemán Unificado |                           |                   |             |
| Juegos Olímpicos                         |                           |                   |             |
| Año                                      | Lugar                     | Medalla           | Categoría   |
| 1960                                     | Roma (Italia)             | Medalla de bronce | Individual  |
| 1964                                     | Tokio (Japón)             | Medalla de oro    | Por equipos |
| Representando a la RFA                   |                           |                   |             |
| Juegos Olímpicos                         |                           |                   |             |
| Año                                      | Lugar                     | Medalla           | Categoría   |
| 1968                                     | Ciudad de México (México) | Medalla de oro    | Por equipos |
| 1968                                     | Ciudad de México (México) | Medalla de plata  | Individual  |
| 1972                                     | Múnich (RFA)              | Medalla de plata  | Por equipos |
| 1972                                     | Múnich (RFA)              | Medalla de bronce | Individual  |
| Campeonato Mundial                       |                           |                   |             |
| Año                                      | Lugar                     | Medalla           | Categoría   |
| 1966                                     | Berna (Suiza)             | Medalla de oro    | Individual  |
| 1966                                     | Berna (Suiza)             | Medalla de oro    | Por equipos |
| 1970                                     | Aquisgrán (RFA)           | Medalla de plata  | Por equipos |
| Campeonato Europeo                       |                           |                   |             |
| Año                                      | Lugar                     | Medalla           | Categoría   |
| 1965                                     | Copenhague (Dinamarca)    | Medalla de oro    | Por equipos |
| 1967                                     | Aquisgrán (RFA)           | Medalla de oro    | Por equipos |
| 1969                                     | Wolfsburgo (RFA)          | Medalla de oro    | Por equipos |
| 1969                                     | Wolfsburgo (RFA)          | Medalla de bronce | Individual  |
| 1971                                     | Wolfsburgo (RFA)          | Medalla de oro    | Por equipos |
| 1971                                     | Wolfsburgo (RFA)          | Medalla de plata  | Individual  |